# Операція «Вінтергевіттер»
Опера́ція «Вінтергеві́ттер» (нім. Wintergewitter — Зимова гроза, також використовується назва Коте́льниковська опера́ція) (12 грудня — 23 грудня 1942 року) — операція німецьких військ з виведення з оточення 6-ї армії Фрідріха Паулюса в районі Сталінграду. Планування та проведення операції було покладене на групу армій «Дон» під командуванням Еріха фон Манштейна. Активні наступальні дії Червоної Армії на лівому крилі групи армій «Дон» з небезпекою прориву в напрямку Ростова змусили німецьке командування терміново укріплювати фронт та достроково припинити операцію.
З радянського боку — Коте́льниковська опера́ція (12 — 30 грудня 1942) — військова операція радянських військ на лівому крилі Сталінградського фронту, метою якої була протидія спробам військ Вермахту розблокувати оточену в районі Сталінграда 6-ту армію.

## Передумови
19 листопада 1942 року в рамках операції «Уран» розпочався наступ Червоної Армії. 23 листопада в районі Калача радянські війська замкнули кільце оточення навколо 6-ї армії Вермахту. Розчленувати німецьку армію на дві частини ударом 24-ї армії між Волгою і Доном, як того вимагав план операції «Уран», не вдалося. Спроби негайно ліквідувати оточених у цих умовах також не мали успіху, незважаючи на значну перевагу в силах. Однак 6-та армія виявилася ізольованою, тому давалася в знаки нестача запасів палива, боєприпасів і продовольства.
У цих умовах німецьким головнокомандуванням сухопутних сил було сплановано операцію «Вінтергевіттер» із деблокування оточеної 6-ї армії.

## Планування операції

План операції «Вінтергевіттер»

Підготовку та проведення операції було покладено на групу армій «Дон», утворену наказом ОКГ від 21 листопада 1942 року. Новостворена група армій мала наступний склад:
- 6-та армія[3]
- 3-тя румунська армія
- армійська група «Гот»
- армійська група «Голлідт»

Ядром командування групи армій «Дон» став штаб 11-ї армії Еріха фон Манштейна.
Перед групою армій «Дон» було поставлено такі завдання:
- ударом із півдня на Сталінград утворити «коридор» до оточеної 6-ї армії;
- відновити цілісний та стабільний фронт.

Для виконання цих завдань Манштейн планував завдати два деблокуючих удари:
- 4-та танкова армія армійської групи Гота повинна була розпочати наступ основними силами з району Котельникове на схід від Дону. Основним завданням було прорвати фронт прикриття, ударити в тил або у фланг військам Червоної Армії на південь або на захід від Сталінграда і розбити їх.
- 48-й танковий корпус зі складу армійської групи Голлідта повинен був вдарити в тил військам прикриття супротивника із плацдарму на річках Дон і Чір у районі станиці Нижньо-Чірська.

На випадок, якщо ще до початку наступу кількість військ Червоної Армії перед фронтом 4-ї танкової армії північніше Котельниково значно зросте або ж якщо знову виникне критична ситуація на фронті 4-ї румунської армії, що прикривала східний фланг, наказом був передбачений наступний запасний варіант: танкові дивізії 4-ї танкової армії повинні були бути терміново перекинуті західним берегом Дону на північ, на донсько-чірський плацдарм у Нижньо-Чірську і завдати головного удару звідти. Менша ударна група з донсько-чірського плацдарму повинна була завдавати удару на захід від річки Дон на Калач для того, щоб розірвати фронт і відкрити 6-й армії шлях через Дон по мосту.
6-й армії командуванням групи армій «Дон» було наказано підготуватись до прориву в південному напрямку на зустріч армійській групі Гота. Вихід 6-ї армії з «котла» мав розпочатись згідно з планом «Доннершлаг».
Цей варіант операції «Вінтергевіттер» був викладений у наказі групи армій «Дон» від 1 грудня 1942 року. Точну дату наступу не було визначено, однак операція могла розпочатись не раніше 8 грудня. Така ситуація була зумовлена затримкою у стягуванні сил: армійська група Голлідта не встигала зайняти вихідні позиції для наступу внаслідок недостатньої пропускної здатності доріг, а 4-та танкова армія очікувала прибуття 23-ї танкової дивізії, яка через відлигу на Кавказі не могла рухатись власним ходом і доправлялася залізницею. Днем початку операції було названо 12 грудня.
За кілька днів Манштейн був змушений переглянути початковий план через незадовільний стан комплектації ударних груп. Із числа семи дивізій, призначених для групи Голлідта, дві (62-га і 294-та піхотні дивізії) вже були задіяні в боях на фронті 3-ї румунської армії і оперативний стан не дозволяв відкликати їх назад. 3-тя гірсько-піхотна дивізія взагалі не прибула, наказом ОКГ вона була передана групі армій «A», а потім групі армій «Центр». Групою армій «A» також було затримано артилерію резерву головного командування.

Активізація частин Червоної Армії на фронті 3-ї румунської армії змусила її штаб доповідати: 
«У даний момент сил 48-го танкового корпуса недостатньо для одночасної боротьби із проривами і контрнаступом, призначеним на 12 грудня»
 Оскільки ризикувати стійкістю чірського фронту було неможливо, Манштейн ухвалив рішення відмовитись від двох деблокуючих ударів. Остаточно було вирішено, що основний удар мала завдавати 4-та танкова армія.
Головна роль у вирішальному ударі була покладена на 57-й танковий корпус. Він складався з двох дивізій: прибулої із Франції 6-ї танкової дивізії (160 танків і 40 самохідних установок) і прибулої з Кавказу 23-ї танкової дивізії (30 танків).
Цим дивізіям були поставлені такі завдання:
- 6-й танковій дивізії, головні сили якої утворили ударний клин наступу, прорвати позиції радянських військ поблизу станції Курмоярський і завдавати далі головний удар безпосередньо на захід залізничної колії в напрямку річки Аксай. Змішаній полковій групі зі складу цієї дивізії захопити Верхній Яблучний і очистити від супротивника лівий фланг і тил наступаючих військ.
- 23-й танковій дивізії праворуч 6-ї танкової дивізії, ешелонувавши свої частини на невелику глибину, просунутися на схід залізничної колії і через Небиків вийти до Аксаю.

Обом дивізіям було наказано використовувати будь-яку можливість для захоплення плацдармів.

## Контрзаходи Червоної Армії
Радянське командування неправильно визначило напрямок деблокуючого удару. Передбачалося, що удар буде нанесений по найкоротшій відстані між зовнішнім і внутрішнім фронтами оточення. До того моменту відстань між лінією оборони 6-ї армії і фронтом на Чірі становила близько 40 км. Автором версії про німецький удар по найкоротшому напрямку був командувач Південно-Західним фронтом Микола Федорович Ватутін. Таке припущення виглядало цілком логічним і обґрунтованим. У районі Нижньо-Чірської утворився виступ убік Сталінграда, який надавав гарні стартові позиції для пробивання коридору до 6-ї німецької армії.

У відповідь на припущення Ватутіна надійшла директива Ставки ВГК № 170699 від 8 грудня 1942 року: 
«Утворити з 9 грудня 1942 року у складі Сталінградського фронту 5-ту ударну армію, включивши в неї 4-ту гвардійську стрілецьку дивізію, 258-му, 300-ту, 315-ту, 87-му стрілецькі дивізії, 4-й механізований корпус, 7-й і 23-й танкові корпуси і 3-й гвардійський кавалерійський корпус»
 Командування 5-ю ударною армією було покладено на генерал-лейтенанта Маркіана Михайловича Попова.
Завданнями 5-ї ударної армії були:
- у взаємодії з 5-ю танковою армією знищити нижньочірську і тормосинську групи німецьких військ;
- у жодному разі не допустити прориву німців із району Тормосин — Нижньо-Чірська на з'єднання з оточеною групою в районі Сталінграда.

Хоча напрямок головного удару було визначено неправильно, постійний тиск радянських військ у районі Нижньо-Чірської в кінцевому рахунку змусив Манштейна переглянути початковий план операції і відмовитись від двох деблокуючих ударів.

## Хід операції

Хід операції «Вінтергевіттер»

Операція «Вінтергевіттер» розпочалась 12 грудня 1942 року. Для радянського командування удар на котельниковському напрямку виявився неочікуваним. 302-га стрілецька дивізія Червоної Армії, яка прийняла на себе основний удар, була швидко розпорошена, внаслідок чого у фронті 51-ї армії виникла діра. Це забезпечило німецьким частинам швидке просування. На кінець дня 6-та танкова дивізія вийшла на південний берег річки Аксай, а 23-тя танкова дивізія — у район північніше Небикова.
13 грудня, переправившись через Аксай, 6-та танкова дивізія вийшла до селища Верхньо-Кумський. Їй назустріч були висунуті частини 4-го механізованого корпуса В. Т. Вольського. Бої за Верхньо-Кумський тривали з перемінним успіхом із 14 по 19 грудня. Лише 19 грудня підсилення німецького угруповання 17-ю танковою дивізією і загроза оточення змусили радянські війська відійти на рубіж річки Мишкова. П'ятиденна затримка німців біля Верхньо-Кумського була безперечним успіхом радянських військ, оскільки дозволила виграти час для підтягування 2-ї гвардійської армії.
20 грудня німецькі війська вийшли до річки Мишкова. До оточеної під Сталінградом 6-ї армії Паулюса лишалась відстань 35—40 км, однак великі втрати (до 60 % мотопіхоти і 230 танків) значно підірвали наступальний потенціал групи Гота. Ситуація вимагала негайно розпочати прорив армії Паулюса з оточення на зустріч 4-й танковій армії, оскільки можливостей пробити «коридор» самотужки у Гота вже не було. Прорив мав розпочатись кодовим сигналом «Удар грому». Але Манштейн не наважився задіяти план «Доннершлаг», через те, що не було впевненості в тому, що командувач 6-ї армії Фрідріх Паулюс його виконає. По-перше, згідно з наказом Гітлера Паулюс мав утримувати «фортецю Сталінград», а прорив оточення означав залишення міста. По-друге, командування 6-ї армії вимагало на підготовку прориву 6 днів, оскільки наявного пального вистачило б на подолання тільки 30 км.
З метою виручити своє угруповання, оточене нашими військами під Сталінградом, противник зосередив у районі північніше Котельниково шість дивізій із них три танкових, і цими силами 12 грудня почав наступ проти наших військ. У перші дні боїв, користуючись деякою перевагою в силах, супротивникові вдалося потіснити наші частини й зайняти кілька населених пунктів.
В активних оборонних боях наші війська вимотали сили супротивника, а потім самі перейшли в контрнаступ і, зломивши опір супротивника, відкинули його на південний захід на 20-25 кілометрів. Нашими військами знову зайняті населені пункти Нижньо-Кумський, Василівка, Капкінка, Паризька Комуна, Бирзовий, Верхньо-Кумський, Жутов 2-й, Іклів.
З 12 по 24 грудня наші війська знищили: літаків німецьких — 268, танків — до 300, гармат різних калібрів — 160.
За цей же час супротивник втратив тільки вбитими до 9 000 солдатів і офіцерів.
Того ж дня, 20 грудня, критична ситуація склалась на лівому фланзі армійської групи Голлідта. Під тиском радянських військ відступили дві італійські дивізії з групи армій «B» і лівий фланг групи Голлідта виявився оголеним. До кінця дня самовільно залишила свої позиції 7-ма румунська піхотна дивізія. Передові загони Червоної Армії вийшли до переправи через Донець біля міста Каменськ-Шахтинський. Очевидним ставав намір радянських військ пробиватись у напрямку на Ростов-на-Дону. Першочерговим завданням групи Голлідта і 3-ї румунської армії тепер був захист вкрай необхідних для постачання 6-ї армії аеродромів у Морозівському і Тацинській, а також утримання важливих переправ через Донець у Форхштадта (Біла Калитва) і Каменськ-Шахтинського.
У наступні дні ситуація на чірському фронті настільки погіршилась, що 23 грудня Манштейн дав наказ 6-й танковій дивізії знятись із позицій і направлятись до Морозівського. На світанку 24 грудня колона танків і автомашин рушила до місця нового призначення. З відходом колони 2-га гвардійська армія Р. Я. Малиновського перейшла в наступ проти розтягнутого флангу 57-о танкового корпуса німців. О 16-30 24 грудня радянські війська знову оволоділи Верхньо-Кумським. Сталінградський фронт силами 2-ї гвардійської армії із трьома механізованими корпусами перейшов у наступ на Котельникове.
Подальше з'єднання армійської групи Гота з 6-ю армією в даних умовах ставало технічно неможливим. Операція «Вінтергевіттер» була припинена.

## Причини невдалого завершення операції

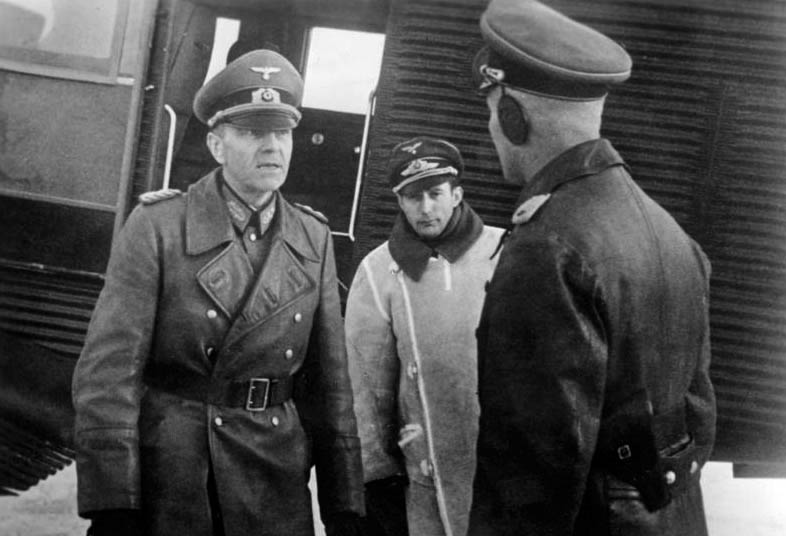
Фрідріх Паулюс — командувач оточеної 6-ї армії

- Манштейн назвав основною причиною провалу операції наказ Гітлера будь-якою ціною утримувати Сталінград. У своїх мемуарах Манштейн фактично переклав усю відповідальність за долю 6-ї армії на некомпетентність Гітлера: «Причину загибелі 6-ї армії треба, зрозуміло, шукати в тому, що Гітлер — головним чином із міркувань престижу — відмовився дати наказ про залишення Сталінграда»[7]
- Погані погодні умови і недостатня кількість транспортної авіації завадили забезпечити 6-ту армію необхідною кількістю пального, боєприпасів і продовольства через «повітряний коридор». Саме нестача пального зрештою була вирішальною у відмові Паулюса розпочати прорив кільця оточення на зустріч групі Гота.
- Наступ Червоної Армії в районі середнього Дону створив небезпеку прориву до Ростова. Втрата Ростова була вкрай небезпечною з огляду на саме існування групи армій «Дон» та групи армій «А». Відкликання 6-ї танкової дивізії і припинення операції було єдино можливим виходом втримати фронт.

## Наслідки

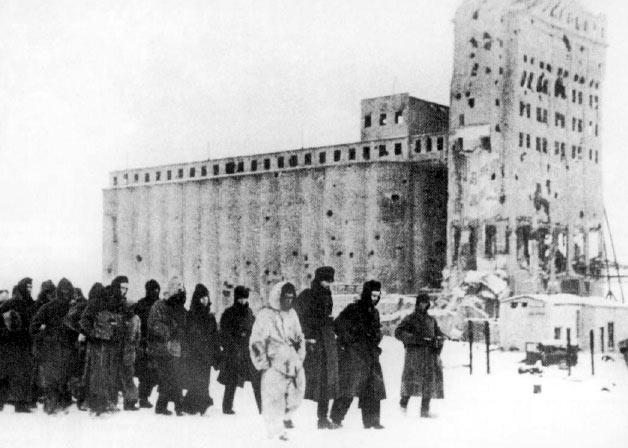
Полонені солдати 6-ї німецької армії (січень 1943 року)

- У зв'язку з початком операції «Вінтергевіттер» 13 грудня 1942 року Ставкою ВГК був відмінений початковий план операції «Сатурн», так як він був розрахований на сприятливі для радянських військ умови, коли у Вермахту ще не було резервів на лінії Боковський — Морозовський — Нижньо-Чірська. Головний удар тепер було перенаправлено не на південь до Ростова, а на південний схід, на Морозовський. Таким чином, уже на другий день німецької операції радянське командування відмовилося від кидка на Ростов.
- Ліквідація загрози деблокуючого удару дозволила військам Донського фронту в січні 1943 року підготувати та провести операцію «Кільце» на знищення 6-ї німецької армії.

### Мемуари
- Видер И. Катастрофа на Волге. Воспоминания офицера-разведчика 6-й армии Паулюса. — М. : Прогресс, 1965. (рос.)
- Дёрр Г. Поход на Сталинград. — М. : Воениздат, 1957. — 140 с. (рос.)
- Манштейн Э. Утерянные победы / Сост. С. Переслегин, Р. Исмаилов. — М. : АСТ, 1999. — 896 с. — (Военно-историческая библиотека) — ISBN 9785170332601. (рос.)

### Документи
- Німецькі та радянські історичні документи періоду Сталінградської битви. (рос.)
- Русский архив: Великая Отечественная: Ставка ВГК: Документы и материалы: 1942 год. — М. : ТЕРРА, 1999. — Т. 16 (5–2). — 624 с. — 3000 прим. — ISBN 5–300–00173–2. (рос.)